# Biodiversidad de Bolivia

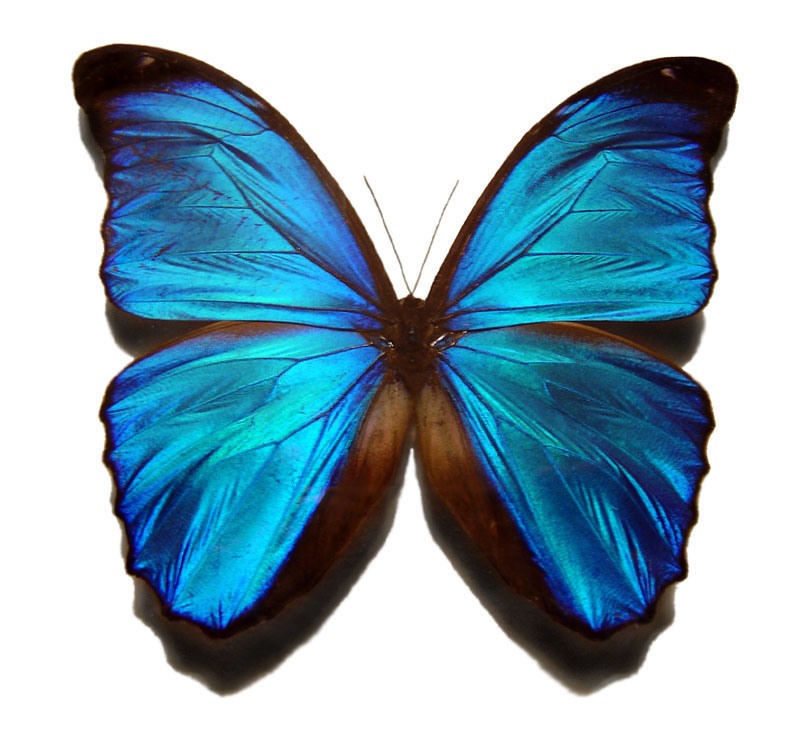
Morpho menelaus es una de las más de 3000 especies de mariposas halladas en Bolivia.

El territorio boliviano representa el 0.2 % de la superficie mundial. Sus bosques alcanzan alrededor del 3.5 % de los bosques del mundo y sin embargo, en el país se encuentran entre el 30 y 40 % de toda la diversidad biológica mundial.
Por su gradiente altitudinal, que oscila entre 90 y 6542 m s. n. m., Bolivia es uno de los ocho países más ricos del mundo en diversidad biológica. Su territorio comprende 7 biomas, 36 regiones ecológicas y 205 Ecosistemas, destacándose los ecosistemas de los Yungas, la Amazonía, el Bosque Chiquitano, el Gran Chaco y los Bosques Interandinos. En este espacio geográfico megadiverso cohabitan una de las reservas silvestres más grandes del mundo.

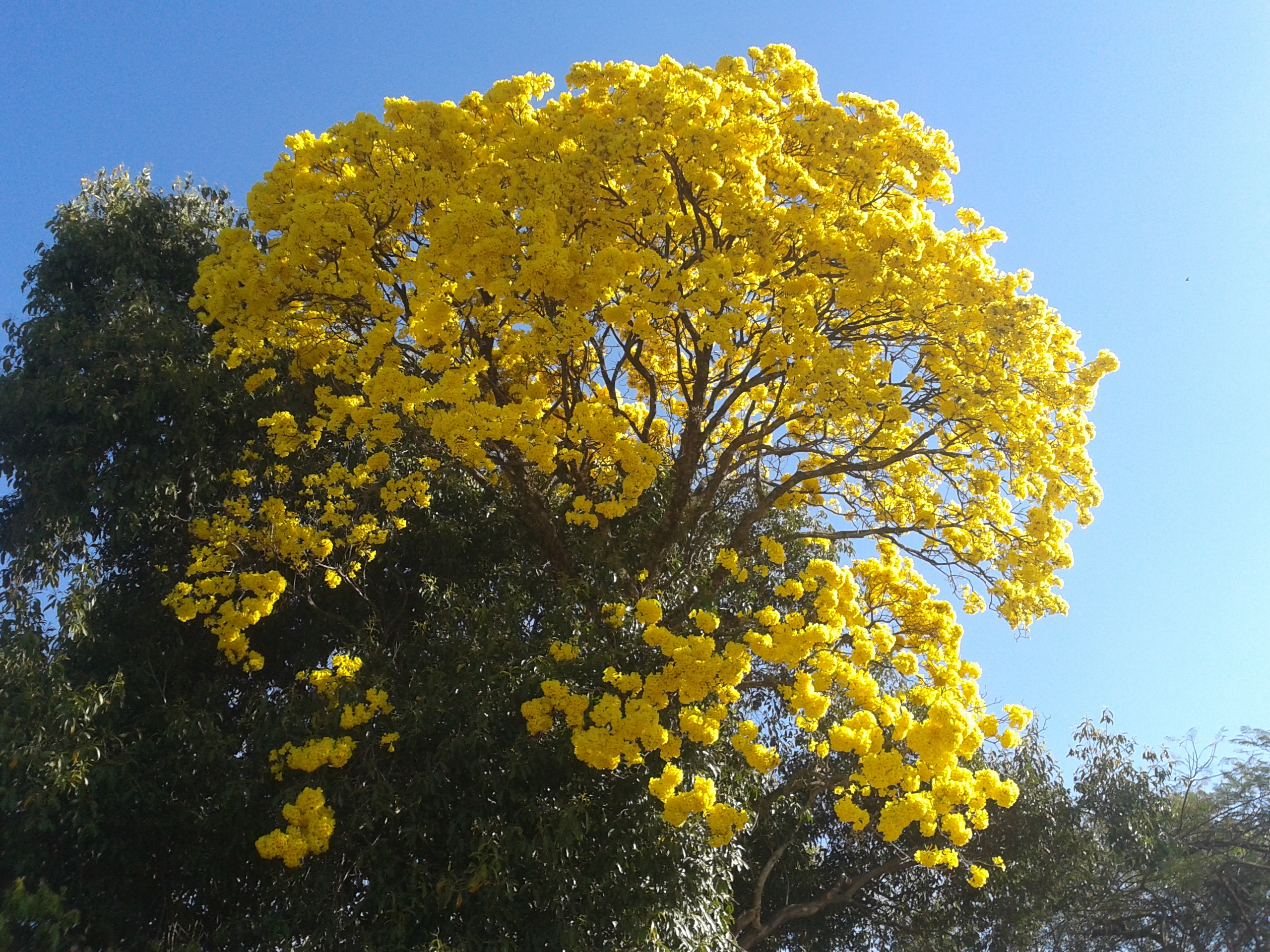
Tajibo o Lapacho.

Bolivia está entre los 10 países más diversos en vertebrados, con una aproximación de 3000 especies, distribuidas en 422 especies de mamíferos (cabe recalcar que Bolivia posee la mayor población de jaguares y tapires a nivel mundial), 344 especies de reptiles, 642 especies de peces, 378 especies de anfibios, con más de 1450 especies de aves aunque, según estudios y estimaciones, el número de aves que se encuentran enlistados (de 1458) no sería ni el 60 % de aves que habitarían territorio boliviano, faltando por enlistar o descubrir más de un 40 %, pues no hay un solo organismo encargado de recolectar evidencias o que no exista un solo lugar donde reportar un avistamiento de cualquier animal aún no enlistado o no conocido para la ciencia, y por haber grandes extensiones inexploradas e inalteradas debido a la baja densidad y difícil acceso. Ejemplo de su diversa variedad de especies, Bolivia es el país con mayor número de especies de guacamayos (14 en total, con una extinta y 2 endémicos), 2.º a nivel mundial en especies de Psittacidae (loros), superado vagamente por Brasil de extensión territorial muy superior; 1.er lugar en especies de Felidae de América; país con mayor número de especies de Tayassuidae (pecaríes); 2.º lugar en especies de monos americanos o del Nuevo Mundo; país con mayor número de especies de delfines de río; país con mayor número de especies de anacondas, siendo una endémica; país con mayor número de especies de zorros; país con mayor número de especies de tucanes; siendo éstos solo algunos ejemplos; convirtiéndose así en el quinto país más rico en aves del mundo. Ya que Bolivia es uno de los pocos países a nivel mundial que mantiene enormes áreas prácticamente inalteradas por la acción humana, debido a la baja densidad poblacional en muchas áreas y la dificultad de acceso a estas.
Los más de 40 000 especies de plantas superiores que se encuentran en el territorio boliviano colocan a Bolivia entre los 10 primeros países del mundo con mayor número de especies de plantas, y quinto en América del Sur.
De esta diversidad de flora y fauna un alto porcentaje son especies endémicas. Es decir, sólo habitan en el área delimitada. La mayor concentración de plantas endémicas se encuentran en los andes. Más específicamente en los Yungas y en los valles secos interandinos. 110 especies de la fauna boliviana son endémicas, de las cuales cerca del 90 % se encuentra en los Yungas.
El año 2002 se conformó el Grupo de Países Megadiversos con Espíritus Afines, compuesto por 14 países (Brasil, Sudáfrica, China, Costa Rica, Bolivia, Colombia, Ecuador, Perú, India, Indonesia, Kenia, México, Venezuela y Malasia). Estos países representan el 70 % de la biodiversidad del planeta, y el 45 % de la biodiversidad cultural.

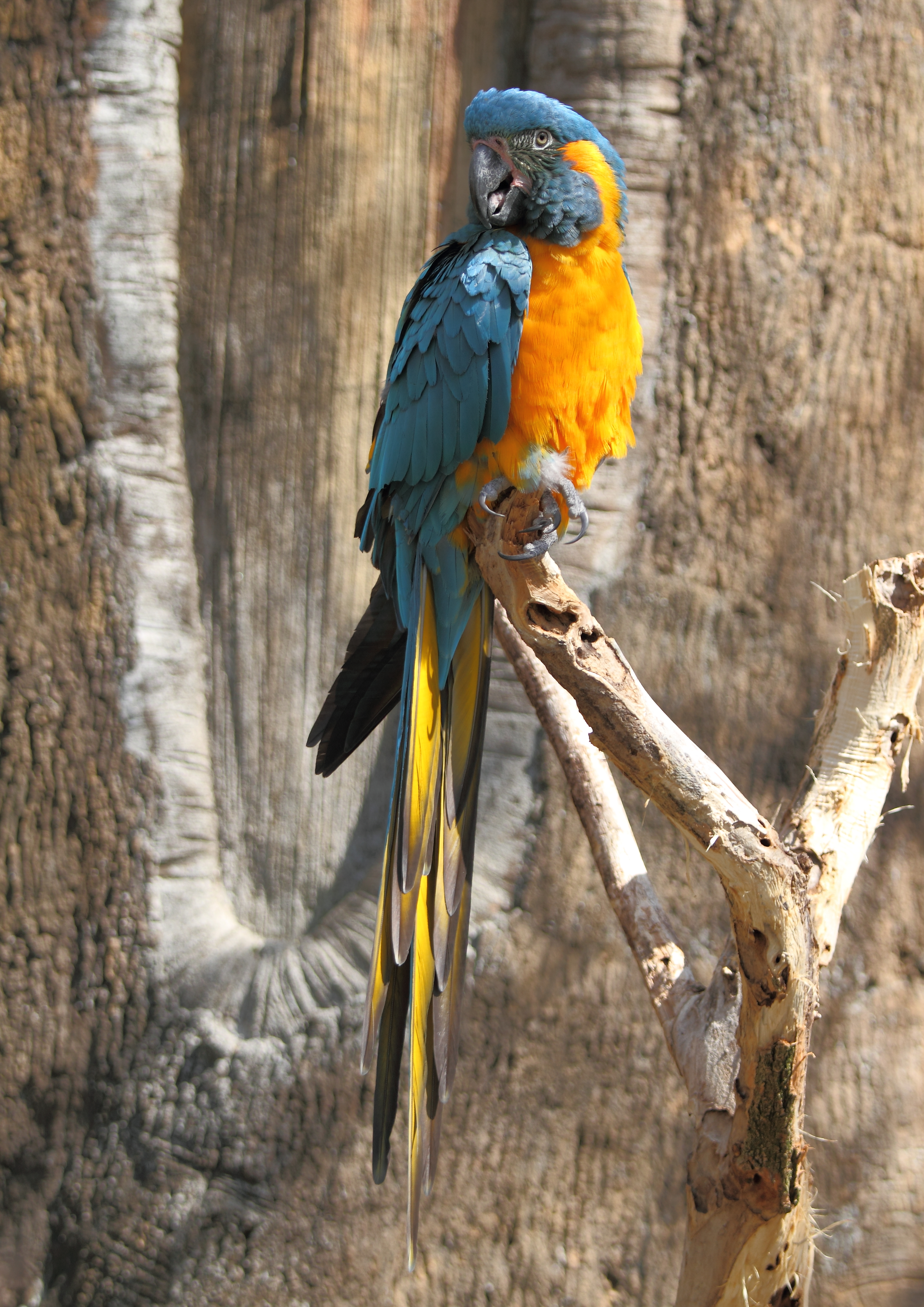
Guacamayo o paraba barba azul (Ara glaucogularis), ave endémica de Bolivia en la zona centro sur de los Llanos de Moxos, en el Beni.

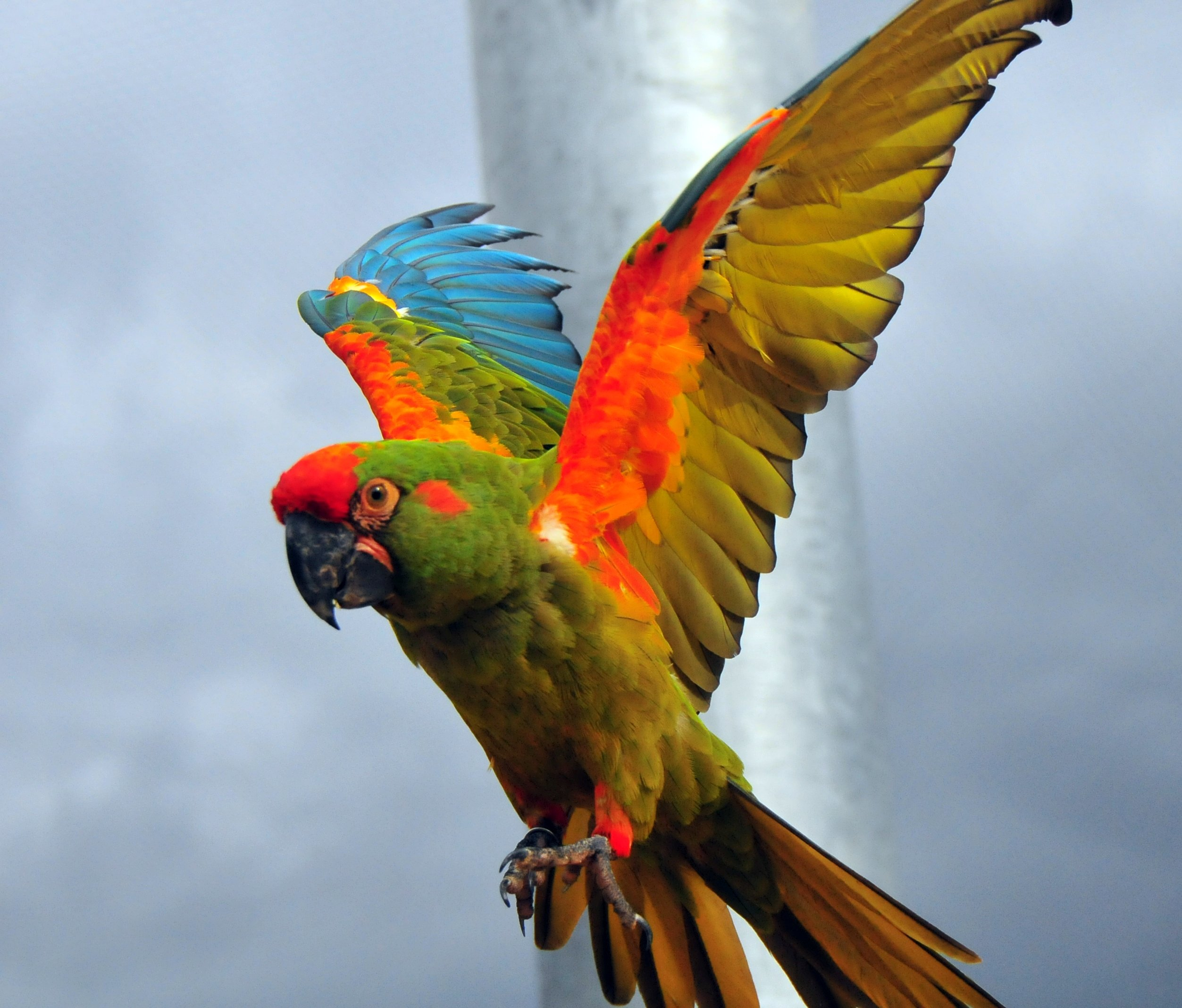
Guacamayo o paraba frente roja (Ara rubrogenys), ave endémica del centro de Bolivia.

## Amenazas
La biodiversidad de Bolivia está en riesgo, principalmente debido a la pérdida de hábitat, la urbanización y la deforestación. Según un estudio de 2016, se perdieron 243.120 hectáreas de bosque por año entre 2000 y 2010. El Servicio Nacional de Áreas Protegidas (SERNAP) es el administrador de las áreas protegidas en Bolivia.

## Flora

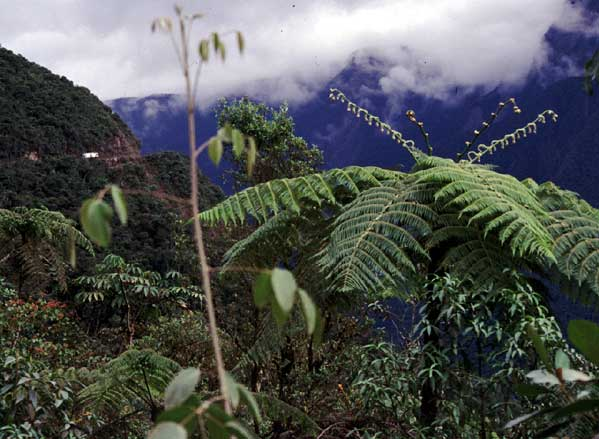
Vista de la zona intertropical de Los Yungas donde se puede observar helechos y otros tipos de plantas, ya que es una de las zonas más ricas en especies vegetales.

Dependiendo estrechamente de las condiciones climáticas de humedad y suelo, la flora de Bolivia puede agruparse en ocho provincias: Hylea Amazónica, Praderas Benianas, Yungas, Sabanas Orientales, Parque Chaqueño, Estepa Valluna, Frente Subandino, Altiplano.

### Hylea Amazónica
Ocupa el departamento de Pando y el norte del Beni, lenguas de esta formación avanza hacia el sur hasta el Chapare y el Yapacaní, y a lo largo del Itenez. Está constituida por un bosque alto que cubre alrededor de 300 000 km² de la superficie total del país. Se calcula que existen cien especies de árboles maderables como la mara, palo maría, ochoo, balsa, catorce clases de palmeras como por ejemplo la palma real y el motacú y once variedades de árboles resinosos caucho y castaña principalmente.

### Praderas Benianas
Por la impermeabilidad del suelo no se ha desarrollado bosque alto, pues las raíces no penetran más allá de medio metro. Hay gran variedad de pastos y gramíneas nativas. Los árboles típicos son la palmera real, el motacú, el totaí, el tajibo, el tusekis, también encontramos cactáceas y arbustos espinosos. Además, hay dos plantas alimenticias autóctonas, cacao y banano.

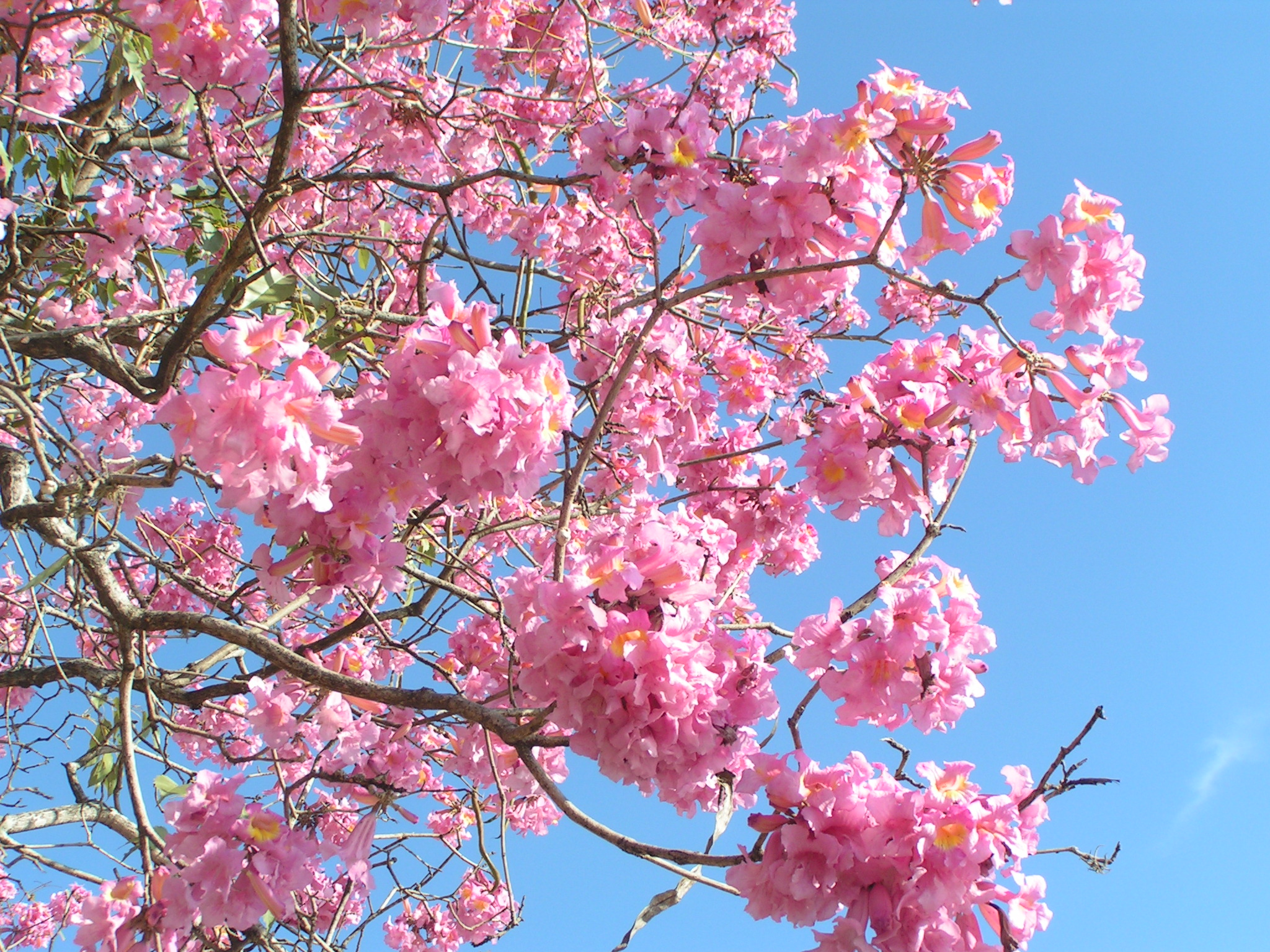
Tajibo rosado (Tabebuia impetiginosa), árbol de la región tropical.

Yungas: la vegetación varía de acuerdo a la altura. En el yunga alto encontramos bosques de kehuiña y arbustos. En el yunga medio tenemos especialmente helechos y orquídeas. En el yunga verdadero aparecen las palmeras y hay gran variedad de plantas nativas, domesticadas: coca, quinua, bananos, yuca, cacao y otras muchas. 

### Sabanas Orientales
Ocupa el Departamento de Santa Cruz, parte del Departamento de Cochabamba, Departamento de Tarija y el Departamento de Chuquisaca: dentro de ellas distinguimos tres zonas: zona de bosque alto con predominio de palmeras cusi, motacú, árboles de maderas duras como el colo, quina quina, guayacán. En las sabanas propiamente tales, fuera de los pastos abundan árboles del género de las acacias. En las zonas pantanosas, la vegetación más singular es la de los bambúes gigantescos como la tacuara.

### Parque Chaqueño
Comprende el Chaco Chuquisaqueño, Chaco Tarijeño y Chaco Cruceño: esta región presenta una vegetación xerófila, consistente en cactos, como la carahuata, el sipoi: árboles como el cupesi (algarrobo blanco), cupesicho (algarrobo negro), toborochi (palo borracho), quebracho, guayacán o palo santo, diversos tipos de palmeras, y arbustos como el mistol y tusca.

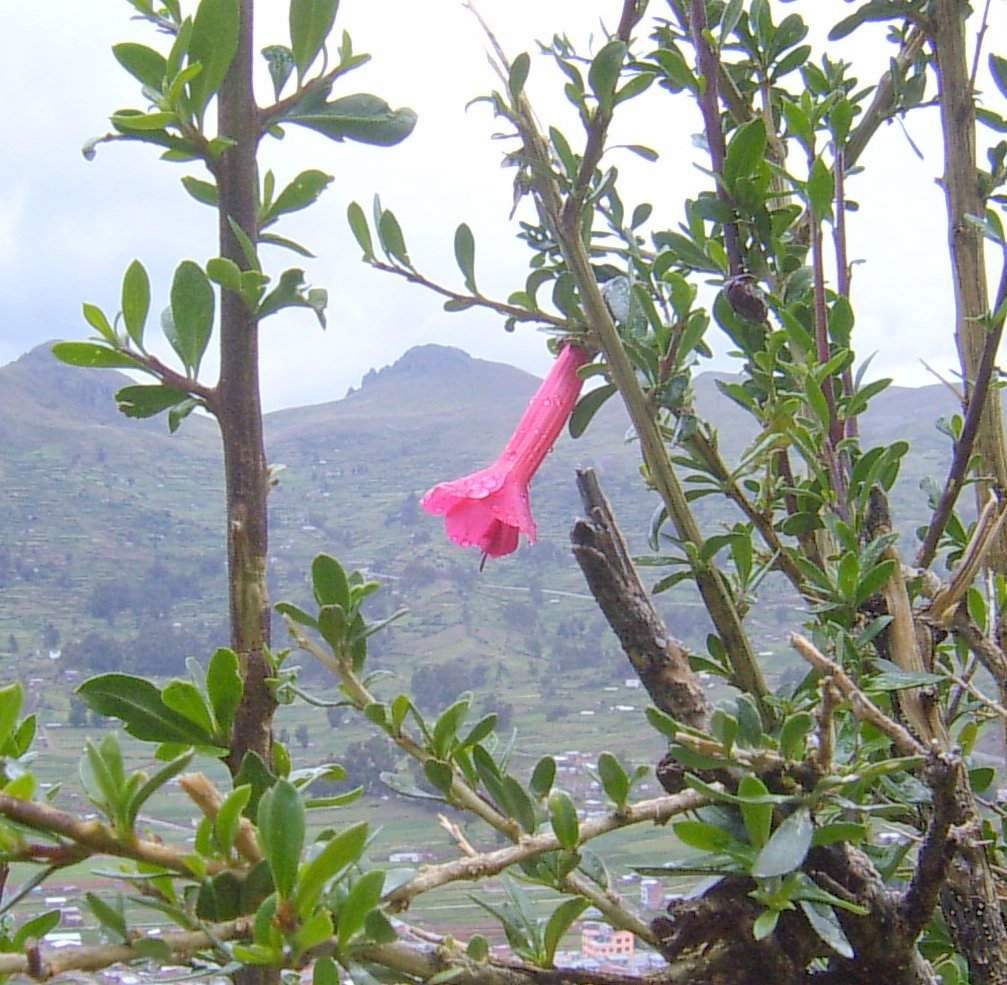
Kantuta (Cantua buxifolia) en la población de Copacabana, a orillas del Lago Titicaca.

## Estepa Valluna del sur de Bolivia
Nor Chichas, Sud Chichas - Tupiza y parte de Chuquisaca (Sud Cinti): a causa de su moderada humedad la vegetación es de tipo xerófilo.
Árboles típicos nativos son: el molle, el algarrobo, el churqui, el palqui, el Katawi y el chañar. Entre las cactáceas tenemos una gran variedad, siendo la más espectacular el cacto del calendabro, la t'araka. Entre las plantas alimenticias autóctonas encontramos el maíz, el palqui, algarrobo, la papa, tomate, el ají, el locoto, la tuna, y otros.

### Frente Subandino
Por su menor humedad, la vegetación diferenciada corresponde a la parte sur del frente, desde Santa Cruz a la frontera Argentina. De acuerdo a la altura se distinguen cinco pisos: A. De 450 a 800 m s. n. m., bosques de laurel tropical. B. De 800 a 1200 m s. n. m., bosques de mirtáceas. C. De 1200 a 1800 m s. n. m., bosques de nogal y pino. D. De 1400 a 2700 m s. n. m., bosques de aliso. E. Sobre los 2700 m s. n. m., bosques de kehuiña. Entre los árboles maderables encontramos al cuchi, al curupaú, al tajibo, al cedro, al algarrobo.

### Altiplano
Es muy pobre en árboles, entre ellos se encuentran la Kishuara, la Kehuiña y la Cantuta. Entre los arbustos destacan la thola y la yareta. La Puya raimondii es la más espectacular, aunque más abundante es el cacto de candelabro. Tenemos además el ichu o paja brava, y la totora en las regiones lacustres. Entre las plantas alimenticias autóctonas señalaremos la papa, de la cual existen más de 250 variedades, la oca, la papa lisa y la quinua.

## Fauna

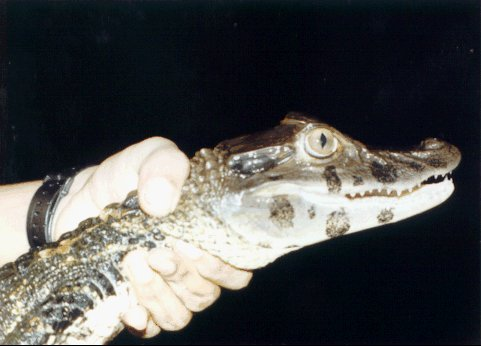
Caimán Negro (Melanosuchus niger), habitante del Pantanal boliviano.

Bolivia se encuentra en la región Neotropical, considerada como un área de alta diversidad. La fauna silvestre forma parte de los Recursos Naturales Renovables del país los cuales deben ser conservados para mantener esta condición.
La conservación es la utilización adecuada de la naturaleza por el humano. Los objetivos de la conservación son: el mantenimiento de los procesos ecológicos, evolutivos y los sistemas vitales esenciales, para preservar la diversidad genética y permitir el aprovechamiento sostenido de las especies y los ecosistemas.
La fauna en Bolivia es muy amplia y variada, tiene un alto grado de endemismo. Por cambios climáticos muy severos en períodos geológicos pasados se produjeron modificaciones en la vegetación de los bosques, formándose estepas y sabanas. Estos cambios pudieron causar la desaparición de muchos mamíferos grandes que dejaron sus restos que luego se fosilizaron.
La presencia de la cordillera de los Andes y de las extensas planicies orientales, determina la distribución de la flora y fauna de Bolivia con grandes diferencias.

### Vertebrados

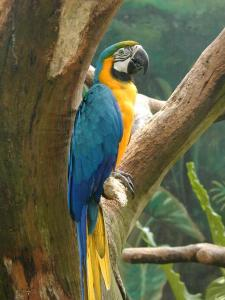
Guacamayo azul (Ara ararauna), ave tropical, que habita en la amazonía boliviana.

La fauna natural boliviana puede clasificarse en torno a cuatro regiones diferentes: Distrito andino, distrito subandino, distrito tropical, distrito chaqueño. Al igual de la flora la fauna depende estrechamente de las condiciones climatológicas e hidrológicas de cada región.

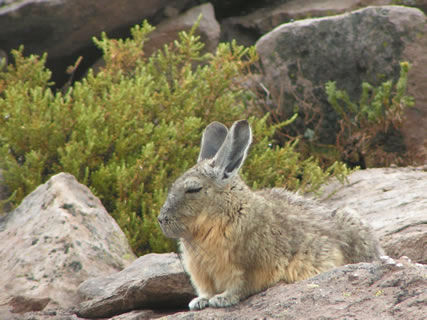
Vizcacha animal que se encuentra en la zona altiplanica del país.

Distrito Andino: el grupo zoológico más importante está constituido por los camélidos: guanaco, vicuña, llama y alpaca. Los dos primeros no fueron domesticados y están en proceso de extinción por la caza indiscriminada, que han sufrido. La llama, en cambio está extendida por todo el altiplano, calculándose en 1 500 000 ejemplares. La alpaca de lana más fina, prefiere los lugares pantanosos, se estima en 60 000.
Entre los roedores tenemos viscachas y chinchillas que viven en las cordilleras del Altiplano, y que están prácticamente extinguidas: en cambio proliferan los ratones, ratón chinchilla del Sajama, el Tojo del Altiplano. También se encuentran los ciervos andinos y los avestruces como el Suri o Ñandú, entre las aves que escapan de la extinción el Cóndor, los flamencos habiendo tres especies de estas habitando en territorio nacional (Phoenicopterus andinus, Phoenicopterus chilensis, Phoenicopterus jamesi) y los Colibríes o Picaflores.
Distrito Subandino: por tener una densa población humana, la fauna natural escasea. Con todo tenemos al zorro colorado (Pseudalopex culpaeus), el jucumari u oso de anteojos (Tremarctos ornatus), el anta o tapir (Tapirus terrestris), el gato montés (Oncifelis geoffroyi), entre las aves encontramos al guácharo (Steatornis caripensis) además de (Asthenes heterura, Terenura sharpei, Morphus guianensis, Tangara ruficervix, Simoxenops striatus, Grallaria erythrotis, Myrrmotherula grises, Oreotrochilus adela).
Distrito Tropical: su fauna ha sido inmisericordemente exterminada en las últimas décadas. Anteriormente los saurios poblaban por millones el oriente, existiendo las 16 especies conocidas en el continente; hoy, solo quedan cuatro especies. Algo similar ocurre con los felinos, que rápidamente se están extinguiendo y entre los cuales tenemos el Jaguar (Panthera onca), el Puma (Puma concolor), el gato montés, el ocelote (Leopardus pardalis).

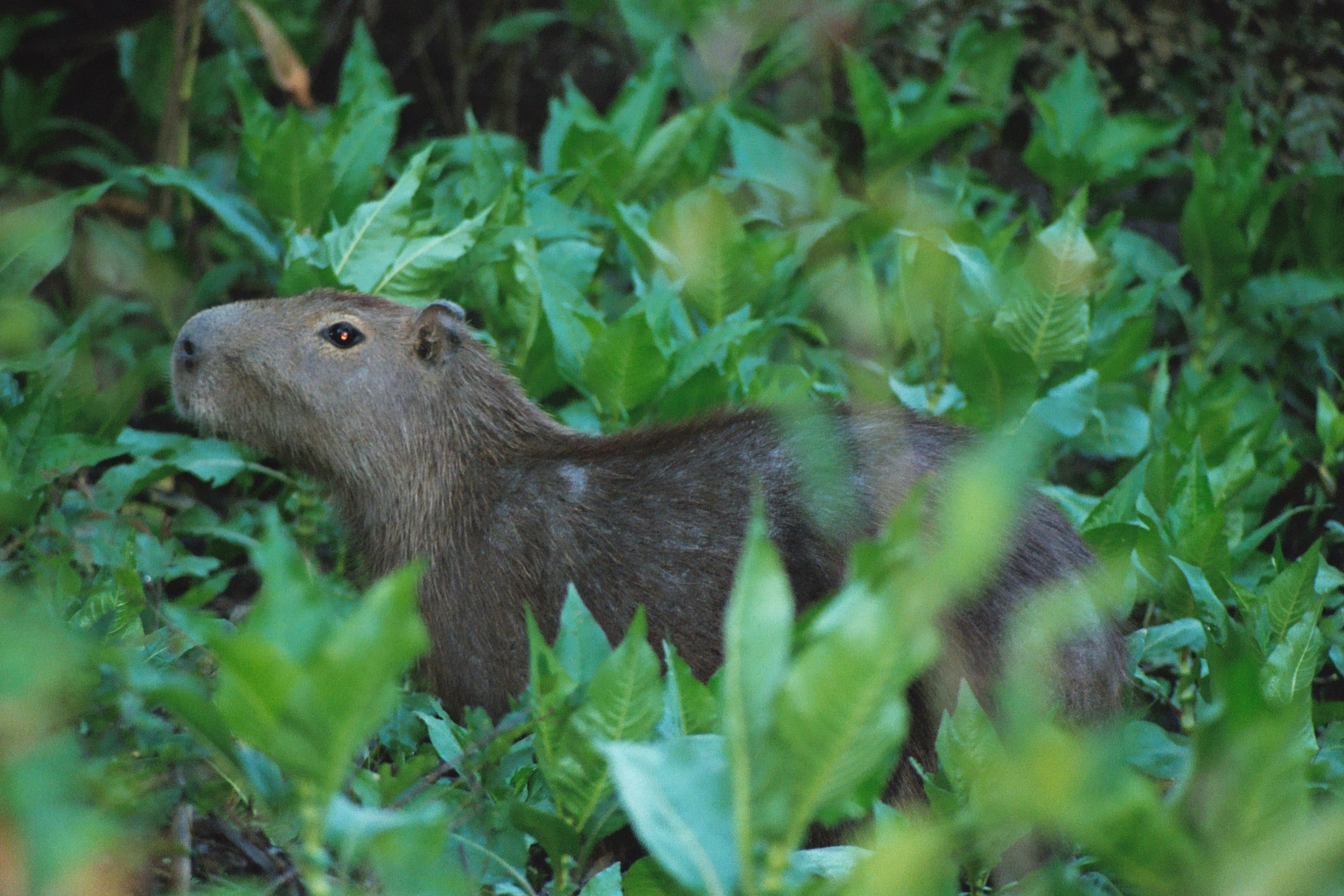
Vista de un capibara (Hydrochoerus hydrochaeris), el roedor más grande del mundo que habita en la zona tropical del país.

Otros mamíferos son el oso hormiguero, el perezoso, el tejón, el tatú, el puerco-espin, el taitetú, la urina, ciervos, antas, monos, etc. Así mismo existen una gran variedad de reptiles siendo famosa la Sicuri, serpiente gigante que alcanza hasta los 10 metros de longitud.

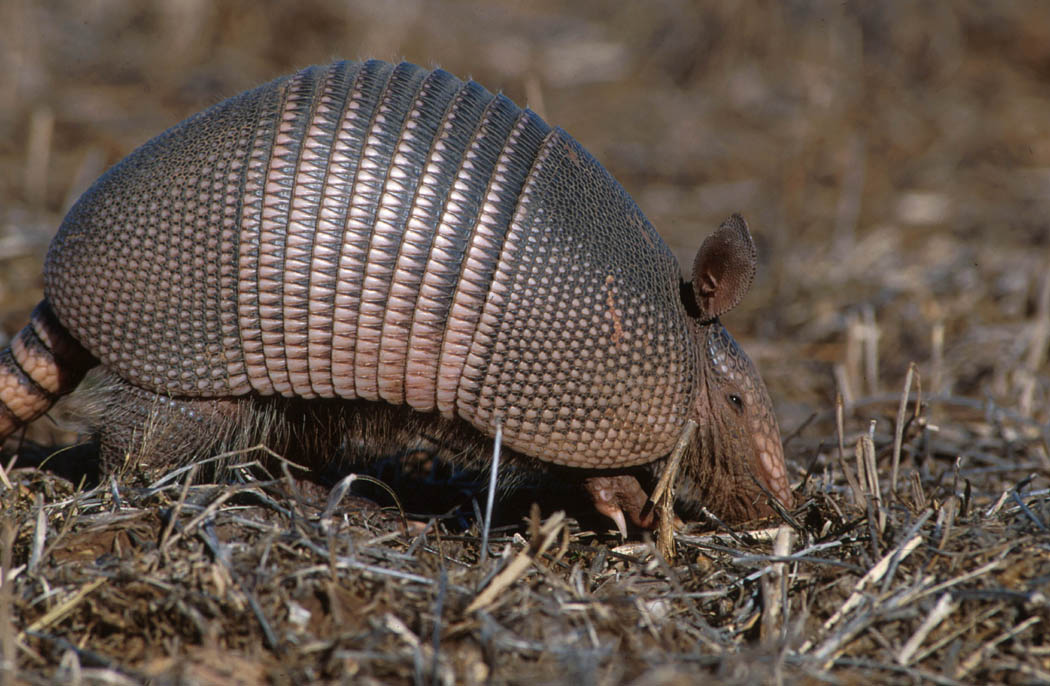
El tatú o armadillo es el animal más típico de la región chaqueña.

Distrito Chaqueño: entre su fauna mencionaremos: el armadillo gigante (tatú), la urina o ciervo pequeño, el perezoso, chancho de monte o pecarí, y los avestruces ñandúes. Para concluir conviene referirnos brevemente a la fauna ictiológica más corriente de Bolivia.
El lago Titicaca tiene una fauna nativa exclusiva entre la cual tenemos: umantus, bogas, kellunchus, ispis, caraches negros, suches. A los cuales se añaden otros peces introducidos posteriormente, y que se encuentran en los restantes lagos del altiplano como la trucha, el pejerrey y la carpa.
Los ríos del sistema de la plata y del Amazonas cuentan con una gran variedad de peces y otros animales acuáticos, entre las que tenemos: la raya, la palometa, el dorado, el dentudo, el Manatí amazónico, Dos especies de Delfines de río y una tercera en estudios al ser posiblemente una nueva especie en el río Negro(Bolivia), el sábalo la anguila. Exclusivo del sistema del río de La Plata es el surubí y exclusivos del sistema del Amazonas son el pacú y el tucunaré.
Pese a que se cree que Bolivia al no poseer costas marítimas no existen tiburones existe una especie que alcanza solamente los ríos del norte de Bolivia llamada erróneamente Tiburón Toro pero realmente es el tiburón sarda.

### Invertebrados
Los invertebrados son escasos a nivel nacional. Sin embargo, se estima que la diversidad de mariposas alcanzaría a 3000 especies aproximadamente, lo que ubica a Bolivia entre los cuatro países del mundo con mayor biodiversidad en este grupo. Por otro lado, se conocen 50 especies de oligoquetos, con ocho endemismos, que representan sólo un pequeño porcentaje de lo conocido por la ciencia en este grupo en Bolivia. Asimismo, la diversidad de escarabajos tigre (Coleoptera, Cicindelidae) califica al país entre los trece países megadiversos, con 158 especies, 21 de los cuales son endémicos de Bolivia

## Bosques
Los bosques naturales en Bolivia abarcan un área de 53.4 millones de hectáreas, representando 48 % de la superficie del país y el 1.28 % mundial, concentradas en la porción oriental y septentrional (departamentos de Santa Cruz, Beni, La Paz y Pando).[cita requerida] Esto representa casi el 10 % de los bosques tropicales existentes en América del Sur. 
Los bosques tropicales se encuentran en los llanos del norte y este del país, en los que se han identificado seis ecozonas forestales.
- El bosque siempre verde de tierras bajas, formación extensa que ocupa la región amazónica de Bolivia y se caracteriza por la alta precipitación.
- El bosque de Yungas se encuentra en los valles húmedos de la cordillera de los Andes, en los departamentos de Cochabamba y La Paz.
- El bosque húmedo subtropical es la zona comercialmente más importante y se caracteriza por un bosque diverso con más de 100 especies potencialmente maderables.
- El bosque bajo semihúmedo se encuentra mayormente en la Chiquitania, donde la precipitación disminuye progresivamente hacia el este.
- El bosque montano semihúmedo se extiende hacia el sur, es menos productivo y llega hasta alturas de 2000 m s. n. m..
- El bosque bajo semiárido está ubicado en la región del Gran Chaco, en el sudeste del país.

## Bioma
Físicamente en el territorio boliviano se presentan cuatro biomas terrestres y tres biomas de agua dulce:
Biomas terrestres
- Selva o bosque tropical (59 % del territorio).
- Sabana (25 % del territorio).
- Puna (15 % del territorio).
- Humedales (1 % del territorio con posesión de más del 40 % del Pantanal y otros grandes humedales en otras zonas).

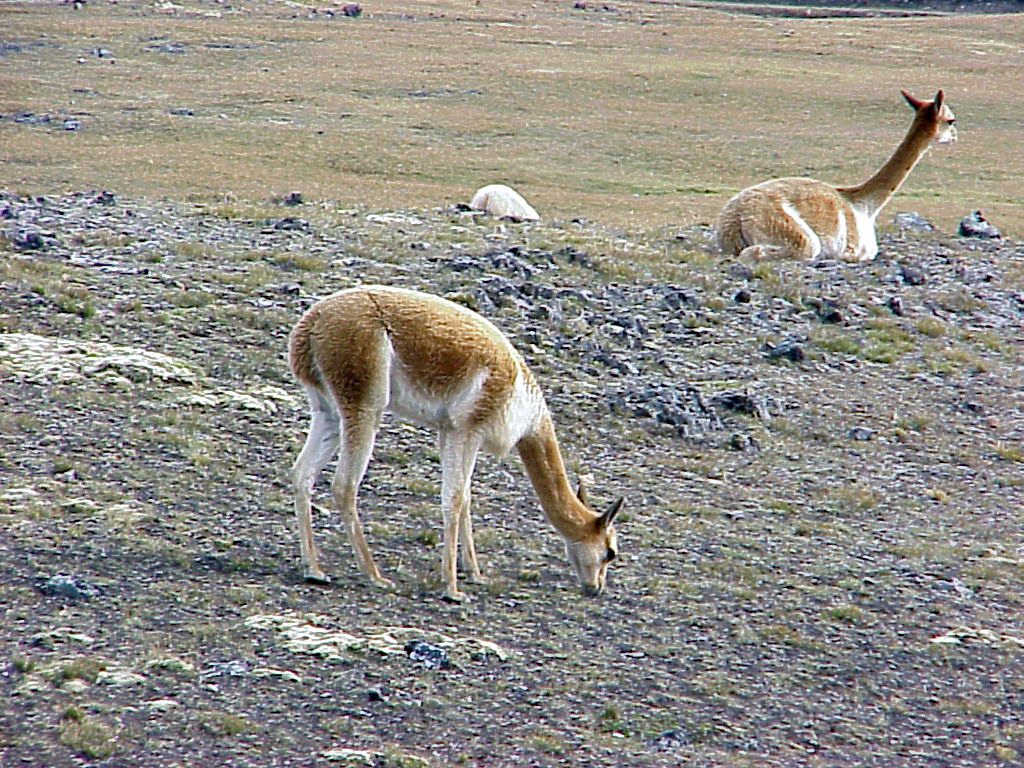
Vista de algunas vicuñas (Vicugna vicugna) en el Altiplano boliviano.

Biomas de agua dulce
- Grandes manantiales
- Grandes ríos
- Grandes lagos

Estos también se pueden agrupar en:
- 10 provincias fisiográficas.
- 17 ecorregiones.
- 205 ecosistemas.
- 211 sistemas de tierra.